# Diada Nacional de Catalunya
Diada Nacional de Catalunya of Catalaanse Nationale Feestdag, vaak kortweg La Diada genaamd, is de nationale feestdag van Catalonië, een autonome gemeenschap van Spanje. Hij wordt op 11 september gevierd.
De dag gaat terug tot 11 september 1714, tijdens de Spaanse Successieoorlog, toen het kasteel van Cardona, als laatste oord van verzet, zich moest overgeven na de val van Barcelona. De blokkade was goed een jaar tevoren, kort na de Vrede van Utrecht begonnen door Spaanse en Franse troepen. Op 25 juli 1714 gingen de troepen over tot een belegering. Na de val van Barcelona richtte Filips V een streng centralistische staat naar Frans model op en werd de verregaande zelfstandigheid van het vorstendom Catalonië, waarvan het onder de Kroon van Aragón genoot, volledig afgeschaft.

## Oorsprong: van rouwdienst tot feestdag
Om de dag van een grote nederlaag als nationale feestdag uit te roepen, is ongebruikelijk, maar de vieringen zijn in de loop van de achttiende eeuw spontaan ontstaan. Het ging oorspronkelijk slechts om rouwdiensten voor de slachtoffers.
In de loop van de negentiende eeuw, binnen de overal in Europa heersende romantisch-nationalistische beweging, ontstond ook in Catalonië een stevige Catalaanse emancipatiebeweging en een streven naar het versterken van de eigen identiteit en taal. De beweging werd ook gedragen door een culturele heropleving, de zogenaamde Renaixença catalana en een industriële bloeiperiode. Op zoek naar nieuwe symbolen werd in 1888 een standbeeld ingehuldigd voor Rafael Casanova i Comes, de laatste voorzitter van de Consell de Cent, de Barcelonese stadsregering. Ook andere prominenten, zoals generaal Josep Moragues i Mas, de leider van de Habsburgse troepen, die na de val van Barcelona geëxecuteerd werd, groeiden uit tot typische helden uit de romantiek. Van jaar tot jaar nam de betekenis van de herdenkingen toe en zij kregen gaandeweg een feestelijker karakter.
Onder de militaire dictatuur van José Antonio Primo de Rivera (1923-1930) raakte het feest, gedwongen, op de achtergrond. Tijdens de Tweede Spaanse Republiek (1931-1939) werd het weer uitgebreid gevierd, maar onder het franquisme (1939-1975) werden alle Catalaanse feesten en symbolen (sardana, senyera enz.) verboden en werd de Catalaanse taal uit het openbare leven verbannen.
Kort na de dood van Francisco Franco (1892-1975) kwam het op de daaropvolgende 11e september in 1976 tot een van de grootste betogingen die Barcelona ooit gezien had: meer dan één miljoen mensen eisten meer Catalaanse autonomie. Muriel Casals, voorzitster van Òmnium Cultural, sprak van een keerpunt van rouwdag tot feestdag.

## Wettelijke feestdag

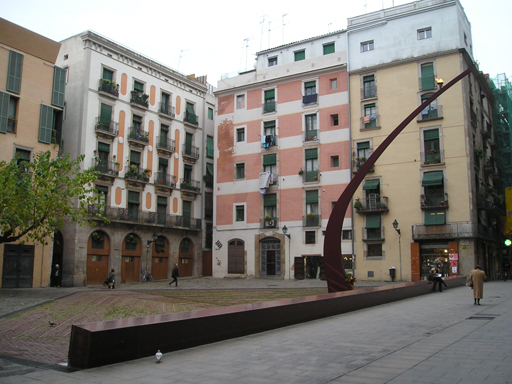
De Fossar de les Moreres, een ander decor voor nationale herdenkingen

Na de democratische overgang werd de dag door de eerste vrij verkozen generalitat de Catalunya onder leiding van Jordi Pujol i Soley op 12 juni 1980 tot officiële nationale feestdag verklaard. In 2006 werd de diada in de regionale grondwet (Estatut de 2006) vastgelegd. Het is een dag van vieringen, manifestaties en politieke verklaringen.
In 2012 nam, mede als gevolg van de economische crisis, de onvrede over de centrale regering in Madrid weer toe en werd er door de Assemblea Nacional Catalana, een overkoepelende vergadering van alle Catalanistische partijen en groeperingen, tot een massabetoging opgeroepen. De opkomst van rond de 1,5 miljoen betogers was massaal. Dit resultaat werd in 2013 nog overtroffen door de Catalaanse Weg, een mensenketting van meer dan 400 kilometer over de oude Romeinse Via Augusta van El Pertús tot in Vinaròs.